# Black Mafia Life
Black Mafia Life – trzeci studyjny album amerykańskiej grupy hip-hopowej Above the Law. Kompozycja okazała się prawdziwym sukcesem, którego osiągnęli bez pomocy Dr. Dre. Magazyn Rolling Stone ocenił płytę jako 4.5 na 5 gwiazdek. Gościnnie występują tacy goście jak 2Pac, Eazy-E czy MC Ren.

## Lista utworów
1. „Black Triangle"
2. „Never Missin' a Beat"
3. „Why Must I Feel Like Dat?"
4. „Commin' Up"
5. „Pimpology 101"
6. „Call It What You Want” (featuring: 2Pac, Money-B)
7. „Harda U R tha Doppa U Faal"
8. „Game Wreck-Oniz-Iz Game” (featuring: Eazy-E, Kokane)
9. „Pimp Clinic"
10. „V.S.O.P.”
11. „Process of Elimination (Untouchakickamurdaqtion)” (featuring: MC Ren)
12. „G's & Macoronies"
13. „G-Rupie's Best Friend"
14. „Mee vs. My Ego"
15. „Outro"